# Rešef Chen
Rešef Chen (hebrejsky: רשף חן) je izraelský politik a bývalý poslanec Knesetu za stranu Šinuj.

## Biografie
Narodil se 28. května 1968 v Haifě. Sloužil v izraelské armádě, kde dosáhl hodnosti Staff Sergeant (Samal Rišon). Vystudoval právo na Haifské univerzitě a na University of Essex. Pracoval jako právník. Hovoří hebrejsky a anglicky.

## Politická dráha
V letech 1998–2003 zasedal v samosprávě města Haifa.
V izraelském parlamentu zasedl po volbách do Knesetu v roce 2003, v nichž nastupoval za stranu Šinuj. Byl členem výboru pro drogové závislosti, výboru House Committee, výboru pro ústavu, právo a spravedlnost a výboru pro status žen. Předsedal poslaneckému klubu Šinuj.
Ke konci volebního období došlo ve straně Šinuj k rozkolu, při kterém ji opustila většina poslaneckého klubu včetně Chena a založila novou politickou formaci Chec. Ta ale ve volbách do Knesetu v roce 2006 nezískala dost hlasů pro přidělení mandátu.